# NGC 5757
NGC 5757 ist eine Balkenspiralgalaxie vom Typ SBb und liegt im Sternbild Waage. Die Galaxie  ist schätzungsweise 117 Millionen Lichtjahre von der Milchstraße entfernt.
Das Objekt wurde am 19. Mai 1787 von William Herschel entdeckt.

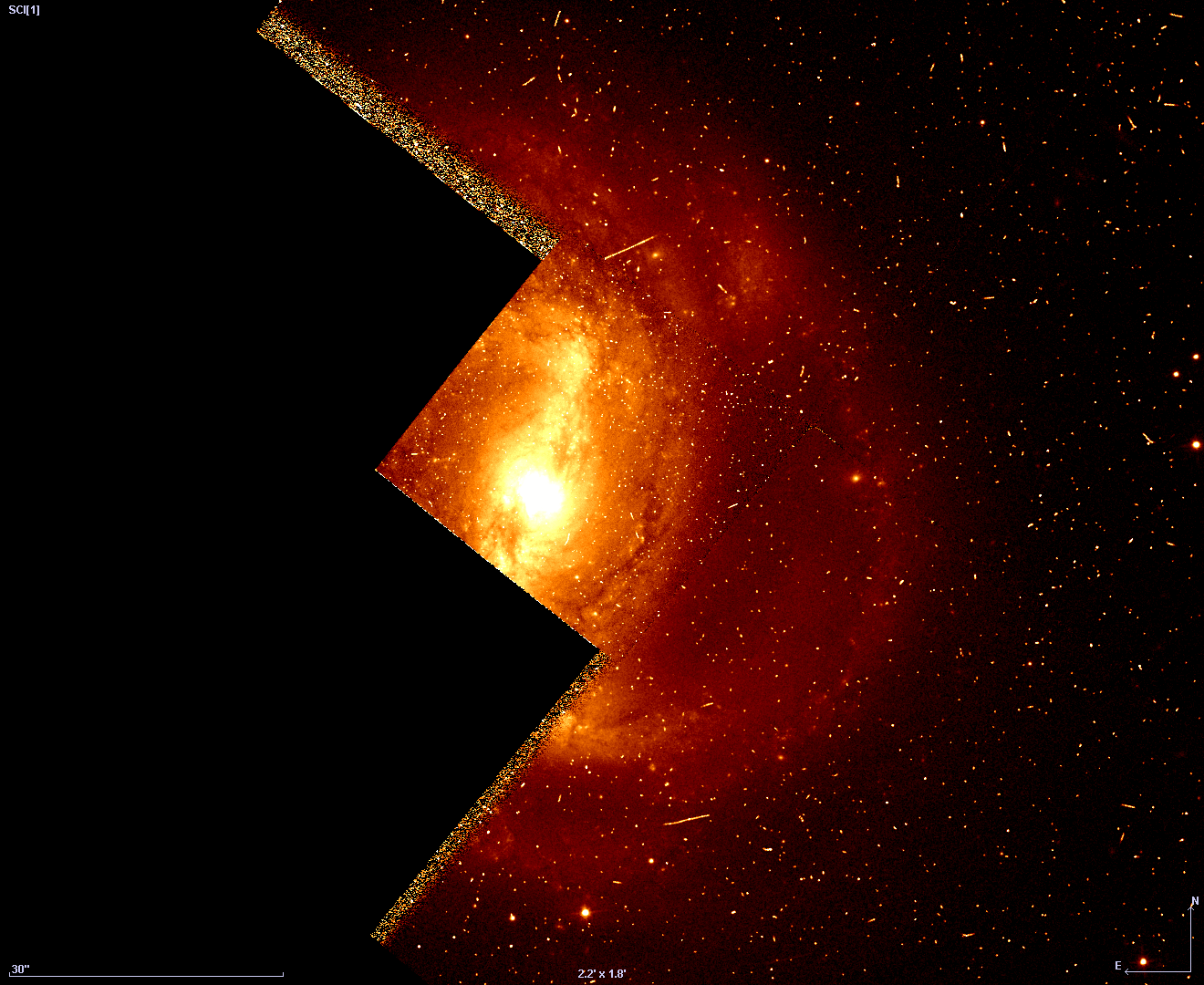
Aufnahme des Hubble-Weltraumteleskops